# بيز كافيل
بيز كافيل (بالإنجليزية: Piz Cavel)‏ هو أحد جبال سلسلة جبال الألب ليبونتيني ويقع في كانتون غراوبوندن في سويسرا. يحتل المرتبة رقم 232 في قائمة جبال سويسرا من حيث الارتفاع، إذ يبلغ ارتفاعه حوالي 2946 متر، بينما يبلغ ارتفاع نتوء الجبل 518 متر.